# Mike Windischmann
Mike Windischmann (ur. 6 grudnia 1965 w Norymberdze) – piłkarz amerykański pochodzenia niemieckiego grający na pozycji obrońcy.

## Kariera klubowa
Windischmann urodził się w Republice Federalnej Niemiec, ale w młodym wieku wyemigrował z rodzicami do Stanów Zjednoczonych. Pierwsze piłkarskie treningi rozpoczął w wieku 6 lat w Thomas Edison High School w Nowym Jorku. W międzyczasie grał też w lokalnych drużynach Blau-Weiss Gottschee, S.C. Gjoa i Queens United. Po ukończeniu szkoły uczęszczał w latach 1983-1986 na Adelphi University, gdzie także grał w drużynie piłkarskiej.
Po ukończeniu uniwersytetu Windischmann został zawodnikiem drużyny Brooklyn Italians grającej w lokalnej lidze Nowego Jorku, New York City's Cosmpolitan League. Tam grał w latach 1986-1988 i następnie przeszedł do Los Angeles Lazers, grającej w lidze halowej Major Indoor Soccer League (MISL). Zagrał tam tylko rok, a w 1989 drużynę rozwiązano. Następnie trafił do Albany Capitals z American Soccer League. Tam także spędził rok i w 1990 zakończył karierę piłkarską w wieku 25 lat.

## Kariera reprezentacyjna
W reprezentacji Stanów Zjednoczonych Windischmann zadebiutował 30 listopada 1984 roku w zremisowanym 0:0 towarzyskim meczu z Ekwadorem. W 1988 roku wystąpił z kadrą olimpijską na Igrzyskach Olimpijskich w Seulu. W 1990 roku został powołany przez selekcjonera Boba Ganslera do kadry na Mistrzostwa Świata we Włoszech. Tam był podstawowym zawodnikiem reprezentacji i rozegrał 3 spotkania: z Czechosłowacją (1:5), z Włochami (0:1) i z Austrią (1:2). Od 1984 do 1991 roku rozegrał w kadrze narodowej 50 meczów.
W 1989 roku Windischmann wystąpił ze Stanami Zjednoczonymi na Mistrzostwach Świata w Futsalu w Rotterdamie, a w 1992 roku na Mistrzostwach Świata w Hongkongu.
W 2004 roku Windischmann został wybrany do Galerii Sław Piłki Nożnej.